# Leucospermum truncatum
Leucospermum truncatum är en tvåhjärtbladig växtart som först beskrevs av Buek och Meissn., och fick sitt nu gällande namn av Rourke. Leucospermum truncatum ingår i släktet Leucospermum och familjen Proteaceae. Inga underarter finns listade i Catalogue of Life.